# Сверхскопление Змееносца
Сверхскопление Змееносца (англ. Ophiuchus Supercluster) — близкое к Млечному Пути сверхскопление галактик в созвездии Змееносца, в зоне избегания (в направлении приблизительно 10 градусов от центра Галактики). Сверхскопление находится на красном смещении 0.028, что соответствует лучевой скорости вследствие космологического расширения, равной 8500 км/с. Сверхскопление образует дальнюю стену Войда Змееносца, в котором концентрация галактик не превосходит 25 % от средней концентрации галактик в местной части Вселенной, также сверхскопление может быть связано галактической нитью со сверхскоплением Павлина — Индейца — Телескопа и сверхскоплением Геркулеса. Центром сверхскопления является cD-скопление Змееносца; сверхскопление имеет по крайней мере ещё два скопления, четыре группы галактик и несколько галактик поля.

## Открытие
Кен-ити Вакамацу из Университета Гифу и Мэттью Малкан открыли скопление Змееносца в 1981 году по изображениям на фотопластинках Palomar Schmidt IV-N в рамках работы по поиску шаровых звёздных скоплений. Возможно, определение характеристик сверхскопления поможет более корректно объяснить избыточный компонент скорости Местной группы галактик.

## Компоненты сверхскопления
| Название               | R.A. (J2000)  | Dec (J2000)  | Красное смещение (z) | Расстояние, млн световых лет | Другие названия   |
| ---------------------- | ------------- | ------------ | -------------------- | ---------------------------- | ----------------- |
| Скопление Змееносца    | 17ч 12м 25.9с | −23° 22′ 33″ | 0,0280               | 369                          | CIZA J1712.4-2321 |
| Скопление Стрельца     | 17ч 10м 35.0с | −25° 07′ 40″ |                      |                              | ClG 1710—2507     |
| Скопление Змееносца II | 16ч 58м 31.0с | −18° 45′ 00″ |                      |                              | [HWM2000] II      |
| Группа Змееносца III   | 17ч 01м 52.0с | −20° 45′ 00″ |                      |                              | [HWM2000] III     |
| Группа Змееносца IV    | 17ч 13м 10.0с | −19° 42′ 00″ |                      |                              | [HWM2000] IV      |
| Группа Змееносца V     | 17ч 19м 52.0с | −18° 35′ 00″ |                      |                              | [HWM2000] V       |
| Группа Змееносца VI    | 17ч 13м 34.0с | −18° 17′ 00″ |                      |                              | [HWM2000] VI      |
| Группа Змееносца VII   | 17ч 00м 51.0с | −29° 01′ 00″ |                      |                              | [HWM2000] VII     |
| Группа Змееносца VIII  | 16ч 57м 52.0с | −28° 17′ 00″ |                      |                              | [HWM2000] VIII    |